# Duriawenator
Duriawenator (Duriavenator) – rodzaj teropoda z rodziny megalozaurów (Megalosauridae). Gatunek typowy rodzaju został pierwotnie opisany jako Megalosaurus hesperis, dopiero w 2008 przemianowany przez Rogera Bensona na Duriavenator hesperis.
Duriawenator żył w środkowej jurze (bajos, około 170 mln lat temu) na terenie dzisiejszej Europy. Jego szczątki odnaleziono w hrabstwie Dorset. Jest jednym z najstarszych znanych przedstawicieli tetanurów. Nazwa rodzajowa Duriavenator pochodzi od łacińskiej nazwy Dorsetu – Duria – oraz słowa venator, oznaczającego „łowca”. Benson wskazuje kilka cech budowy czaszki pozwalających odróżnić duriawenatora od megalozaura. Rodzaj ten był znany także pod nieoficjalną nazwą „Walkersaurus”.